# Johann Georg Wenzel Dennerlein
Johann Georg Wenzel Dennerlein (1781 in Buttenheim – 17. Oktober 1863 in Würzburg) war ein deutscher Theaterschauspieler und Opernsänger (Tenor).

## Leben
Dennerlein, Sohn eines Dorfschulmeisters, studierte zunächst an der nahen Universität Philosophie, und ohne sich mit irgendjemandem beraten zu haben, sprang er am 4. März 1809 auf die Bühne.
Er blieb ein Jahr, kam dann nach Würzburg, wo er so außerordentlich gefiel, dass er die vorteilhaftesten Engagementsanträge von der Hand wies und mit Ausnahme eines einjährigen Engagements in München, ununterbrochen, mehr als ein halbes Jahrhundert als tüchtiges, hochverehrtes und geschätztes Mitglied des Würzburger Theaters wirkte.
In jüngeren Jahren vertrat er das jugendlich-komische, auch das Tenorbuffo-Fach, später ging er in das ernste und komische Charakterfach über. Aber selbst Intriganten- und erste Charakterrollen gab er zur höchsten Zufriedenheit. Sein Fleiß war eben unermüdlich, seine Vielseitigkeit bewundernswert. Als Beweis hierfür diene sein Rollenverzeichnis, welches in der Oper, im Trauer-, Schau-, Lust- und Singspiel sowie in der Posse, Vaudeville, Operette und Lokalstück die enorme Zahl von 1500 verschiedenen Rollen aufweist.
Er empfing zahlreiche Beweise des Wohlwollens und ehrenden Anerkennung während seiner ganzen langen Tätigkeit in Würzburg, und als er am 4. März 1854 sein 50-jähriges Schauspielerjubiläum feierte (er spielte den „Juden Schewa“), wollten die Ovationen gar kein Ende nehmen.
Einige Jahre später trat er gänzlich von der Bühne ab. Er starb im hohen Greisenalter am 17. Oktober 1863. Seine Leistungen zeichneten sich in allererster Reihe durch naturgetreue, lebensfrische Darstellungsweise und unverwüstlichen drastischen Humor aus. Längst deckte ihn die kühle Erde, und noch immer sprach man in Würzburg vom alten Dennerlein.
Dennerlein war mit der Sängerin Margarethe Balling (um 1786–1816) verheiratet sowie mit der Sängerin Margarethe Hippe (1796–1853).